# Wychodne (gromada)
Wychodne – dawna gromada, czyli najmniejsza jednostka podziału terytorialnego Polskiej Rzeczypospolitej Ludowej w latach 1954–1972.
Gromady, z gromadzkimi radami narodowymi (GRN) jako organami władzy najniższego stopnia na wsi, funkcjonowały od reformy reorganizującej administrację wiejską przeprowadzonej jesienią 1954 do momentu ich zniesienia z dniem 1 stycznia 1973, tym samym wypierając organizację gminną w latach 1954–1972.
Gromadę Wychodne z siedzibą GRN w Wychodnem utworzono – jako jedną z 8759 gromad – w powiecie suwalskim w woj. białostockim, na mocy uchwały nr 23/V WRN w Białymstoku z dnia 4 października 1954. W skład jednostki weszły obszary dotychczasowych gromad Wychodne, Kuków Wieś, Zielone Kamedulskie, Żyliny, Białe, Kropiwno Stare, Kropiwno Nowe, Przebród, Płociczno, Wasilczyki i Trzciane ze zniesionej gminy Kuków w tymże powiecie. Dla gromady ustalono 11 członków gromadzkiej rady narodowej.
31 grudnia 1959 do gromady Wychodne przyłączono wsie Aleksandrowo i Orłowo ze zniesionej gromady Kamionka Nowa.
1 stycznia 1969 gromadę Wychodne zniesiono, włączając jej obszar do gromad Kuków-Folwark (wsie Aleksandrowo, Kuków, Kropiwne Stare, Przebród, Trzciane i Żyliny), Poddubówek (wsie Białe, Kropiwne Nowe, Wasilczyki, Wychodne, Płociczno i Zielone Kamedulskie) i Bakałarzewo (wieś Orłowo).